# Овадан-Депе (тюрьма)
Овадан-Депе (туркм. Owadan-depe, туркм. Owadandepe) —  политическая тюрьма в Туркменистане, созданная режимом Сапармурата Ниязова для изоляции оппозиционеров, крупных чиновников, попавших в опалу, а также людей, обвиняемых в ваххабизме. В переводе на русский язык название означает «Живописный холм». Официальное название: учреждение строгого режима АГ-Д/5 (по другим данным — AH-T/2). 

## Географическое расположение
Тюрьма расположена в 70 км северо-западнее Ашхабада, в пустыне Каракумы, в 30 км от одноимённого населённого пункта и железнодорожной станции. Овадан-Депе находится в низине, в окружении холмов, примерно в 6 км от ближайшей дороги (перед началом строительства власти отселили жителей близлежащей деревни).

## История
Проектная вместимость «политической» тюрьмы — около 150 заключённых (на самом деле в ней содержится в несколько раз больше людей). Построенная в 2002—2008 годах, тюрьма состоит из шести железобетонных блоков в форме буквы «Ж», в каждом из которых имеется по 26 камер (согласно одной из версий, решение о постройке тюрьмы было принято незадолго до покушения на жизнь Ниязова в ноябре 2002 года и последовавших за этим масштабных репрессий). В отдельно стоящем «уголовном» корпусе особого режима содержатся особо опасные преступники и рецидивисты. Овадан-Депе окружена тремя кольцами ограждения. Внешний периметр охраняет специальная войсковая часть МВД, примыкающая к «политической» тюрьме, второе и третье кольцо совместно охраняют сотрудники МВД, МНБ, министерства обороны и прокуратуры. На территории части имеется отдельная казарма спецназа, который в случае беспорядков входит внутрь тюрьмы. Любые контакты сотрудников тюрьмы с заключёнными строго запрещены.
При жизни Ниязова для запугивания новоназначенных чиновников отправляли на «экскурсию» в Овадан-Депе. В декабре 2006 года, сразу после смерти Ниязова, в Овадан-Депе случился тюремный бунт. По данным правозащитников, в ходе его подавления были расстреляны 23 осуждённых. В 2007 году произошёл новый бунт: в знак протеста против постоянных избиений и пыток заключённые массово стали вскрывать себе вены и прокалывать животы. Тех, кто нанёс себе травмы, охранники приковали наручниками к решёткам, и начальник тюрьмы лично сыпал им на раны соль. После подавления бунта и увольнения начальника тюрьмы отношение администрации к заключённым несколько улучшилось.
В правление Ниязова тюрьма Овадан-Депе была предназначена исключительно для политзаключённых и опальных чиновников, но с 2007 года сюда стали завозить и уголовных преступников. До лета 2014 года здесь содержались криминальные лидеры и уголовные заключённые, совершившие особо тяжкие преступления, но позже их этапировали в другие уголовно-исполнительные учреждения Туркменистана. После этого в тюрьме вновь остались только «политические», для которых был запланирован капитальный ремонт (новый водопровод, замена санузлов, установка нагревателей воды).

## Структура и условия содержания

План тюрьмы:
КПП;
корпус особого режима;
часть внутренних войск МВД.
Главное здание:
столовая и лазарет;
5-й блок (политические заключённые);
администрация;
прогулочные камеры на крыше;
7-й блок (обвинённые в ваххабизме).

Тюрьма Овадан-Депе отличается крайне плохими условиями содержания: жарой в душных камерах летом и холодом в неотапливаемых помещениях зимой, антисанитарией, нехваткой питьевой воды, продуктов питания и лекарств, плохим медицинским обслуживанием. В некоторых камерах заключённые содержатся в крайней тесноте, других содержат в тёмных одиночных камерах цилиндрической формы. Часть камер (так называемые «горбатые камеры») имеют низкие потолки, что не даёт заключённым возможности выпрямиться в полный рост. Заключённые (в первую очередь политические и «ваххабиты») полностью лишены связи с внешним миром: в Овадан-Депе запрещены свидания с родственниками, любые передачи от них, а также газеты, телевидение, радио и телефоны. Кроме того, властями строго запрещены посещения тюрьмы международными наблюдателями, представителями правозащитных, гуманитарных и религиозных организаций.
Согласно информации, полученной от бывших узников, в результате тяжёлых климатических условий, пыток и отсутствия надлежащей медицинской помощи среди заключённых Овадан-Депе наблюдается очень высокая смертность от болезней (особенно туберкулёза) и истощения, а также высокий процент суицидов и психических расстройств. Регулярные избиения и травля собаками считаются обыденным делом. Заключённых, приговорённых к пожизненному заключению, подолгу держат в кандалах. Кроме того, известны случаи засовывания игл под ногти, удушения, пыток электрическим током, сексуального насилия, принудительного введения психотропных препаратов, лишения пищи и воды. Родственникам не сообщают о смерти заключённых и не выдают тела. На узников Овадан-Депе не распространяются амнистии.
По состоянию на начало 2014 года, политические заключённые содержались в пятом блоке, у них была отдельная охрана из числа сотрудников министерства национальной безопасности (уголовников и «ваххабитов» охраняли сотрудники МВД). С другим персоналом тюрьмы и другими заключёнными политические практически не пересекались. Одежда для заключённых шилась в местном швейном цехе из расчёта один комплект в год. У обычных заключённых на груди имелись бирки с фамилией и статьёй Уголовного кодекса, у политических узников были пришиты номера, а на спине — надпись «Watan dönügi» («Изменник родины»). Купали политических заключённых один раз в 10 дней холодной водой и только ночью.
Заключённые, обвинявшиеся к принадлежности к ваххабитам, содержались в седьмом и восьмом блоке. Кроме того, в одиночных камерах седьмого блока отбывали наказание опальные высокопоставленные чиновники (министры, прокуроры и генералы). В нескольких камерах восьмого блока содержались иностранцы — турки, иранцы, афганцы. Прогулки осуществлялись несколько раз в месяц в специальных камерах на крышах блоков. На одного заключённого в сутки полагалось 175 граммов хлеба, утром и вечером — каша, на обед — суп с картошкой из расчёта пять картофелин на камеру.

## См.также
- Дашогузская женская колония
- Тюрьма Жаслык